# Herpestes semitorquatus
La mangosta de collar (Herpestes semitorquatus) es una especie de mamífero carnívoro de la familia Herpestidae.

## Distribución geográfica
Habita en Borneo (Brunéi, Indonesia y Malasia Oriental) y quizá Sumatra (H. s. uniformis) y Palawan (U. semitorquata parva).